# 安道寺遺跡
座標: 北緯35度42分53.0秒 東経138度44分51.6秒 / 北緯35.714722度 東経138.747667度
安道寺遺跡（あんどうじいせき）は、山梨県甲州市塩山下粟生野（えんざんしもあおの）に所在する複合遺跡。縄文時代中期の五領ヶ台式期から曽利式期を中心とする集落や平安時代の遺構を含む遺跡で、出土品は2015年（平成27年）9月14日付けで山梨県の指定有形文化財に指定され、深鉢形土器は国の重要文化財への指定が答申されている（官報告示を経て正式指定となる）。

## 概要
甲府盆地東部、笛吹川支流の重川（おもがわ）左岸の標高約500メートルの沖積台地上に位置する。県内では山梨県笛吹市の一の沢遺跡や山梨県甲府市の上の平遺跡と並ぶ、縄文中期前半型の集落遺跡と位置づけられている。安道寺遺跡周辺は縄文集落の分布する文化圏で、古くは仁科義男により古墳時代の土器検出が報告されている地域であった。1979年（昭和54年）に灌漑用管水路埋設工事に伴い山梨県教育委員会による発掘調査が行われ、わずかな調査範囲であるが遺構や出土遺物が確認され、拠点集落である可能性も指摘されている。
発掘調査により確認された遺構は縄文中期の竪穴建物跡19軒、土器集石遺構1基、土器埋設遺構2基。建物跡は五領ヶ台式期3、狢沢～新道式期1、藤式内期3、井戸尻式期5、曽利1式期1、曽利2式期7で、埋甕や配石遺構に加え、11号建物跡ではイノシシ装飾の獣面把手土器が埋設された土坑が確認され、水煙状把手付土器が配置された特殊な土坑なども確認された。ほか、平安時代の建物跡1軒も確認されている。
出土遺物は、土坑から出土した水煙状把手付土器に加え、17号建物跡で出土した曽利Ⅰ式期の深鉢形土器（大型装飾土器）や、8号建物跡で出土した蛇体文様のある有孔鍔付土器などの縄文土器のほか、土偶18や台形土器、石鏃、打製石斧、凹石、磨石などの生活遺物も出土している。

## 大型装飾土器の埋納
17号建物内から出土した「大型装飾土器」は、破片を土坑内に丁寧に埋納された状態で出土した。この土器は曽利Ⅰ式の深鉢形土器で、高さ37センチメートル。4つの装飾把手を有する。出土状況は深さ70センチメートル、最大径65センチメートルの建物内土坑内に、3層に渡り土器が埋納されていた。まず最下部に内部に焼土が充填された小型土器を横たえ、周囲に問題の大型装飾土器とは別の大型装飾土器の装飾把手部分4片を、1片で小型土器の蓋をし、残りの3片を周囲に配置している。その上の中層には問題の大型装飾土器の胴体上半部破片を重ね、その上の最上部には問題の大型装飾土器の底辺部破片を重ねた。こうした出土状況から、大型装飾土器を意図的に破壊して、埋納する何かしかの儀礼が行われていたと考えられている。
縄文中期に出現する大型装飾土器は完形やそれに近い状態の立位で出土する例が多く、安道寺遺跡のように破壊して土坑内に一定の順序で埋納された出土事例は少ないため、その意味を巡って注目されている。山梨県内では北杜市大泉町西井出の甲ツ原遺跡（かぶつっぱらいせき）において、縄文中期の井戸尻Ⅲ式から曽利Ⅰ式期の土坑内から同様の大型装飾土器が埋納された事例が知られる。